# Disney Channel Games 2008
De Disney Channel Games 2008 was een wekelijkse miniserie die werd uitgezonden door de Disney Channel. De show liep van 27 juli tot en met 30 augustus 2008. Brian Stepanek was de presentator. De serie ging over verscheidene teams van Disney Channel-acteurs die in spellen tegen elkaar streden.

## Teams

### The Cyclones/GroeneTeam
| Star                   | Disney Channel | Show/Movie Representing                                                          |
| ---------------------- | -------------- | -------------------------------------------------------------------------------- |
| David Henrie (Captain) | USA            | Wizards of Waverly Place, Dadnapped                                              |
| Ambra Lo Faro          | Italië         | Quelli dell' Intervallo (As the bell Rings - Italië)                             |
| Jason Dolley           | USA            | Cory in the House, Minute Men, Good luck Charlie                                 |
| Jennifer Stone         | USA            | Wizards of Waverly Place                                                         |
| Dylan Sprouse          | USA            | The Suite Life of Zack & Cody, The Suite Life on Deck, The Prince and the Pauper |
| Chelsea Staub          | USA            | Minute Men, JONAS, Bratz The Movie, JONAS LA                                     |
| Brad Kavanagh          | UK             | As the Bell Rings (Groot-Brittannië)                                             |
| Clara Alonso           | Argentinië     | Zapping Zone (Argentinië)                                                        |
| Joe Jonas              | USA            | Camp Rock, JONAS, Camp Rock 2: The Final Jam, JONAS LA                           |

### The Comets/Gele Team
| Star                  | Disney Channel | Show/Movie Representing                                |
| --------------------- | -------------- | ------------------------------------------------------ |
| Kevin Jonas (Captain) | USA            | Camp Rock, JONAS, JONAS LA, Camp Rock 2: The Final Jam |
| Kyle Massey           | USA            | Cory in the House, That's So Raven, Life Is Ruff       |
| Kunal Sharma          | India          | The Cheetah Girls: One World                           |
| Sabrina Bryan         | USA            | The Cheetah Girls: One World                           |
| Moises Arias          | USA            | Hannah Montana, Dadnapped                              |
| Andrea Guasch         | Spanje         | Cambio de clase (Spanje)                               |
| Yi Chun               | Taiwan         | Disney Mailbox - Taiwan                                |
| Selena Gomez          | USA            | Wizards of Waverly Place, Princess Protection Program  |
| Martin Barlan         | Frankrijk      | Tranche de vie (Life Bites - Frankrijk)                |

### The Inferno/Rode Team
| Star                      | Disney Channel          | Show/Movie Representing                                                             |
| ------------------------- | ----------------------- | ----------------------------------------------------------------------------------- |
| Brenda Song (Captain)     | USA                     | The Suite Life of Zack & Cody, The Suite Life on Deck, Phil of the Future, Wendy Wu |
| Adrienne Bailon           | USA                     | The Cheetah Girls: One World, The Cheetah Girls                                     |
| Adam Sonce                | USA                     | The Suite Life of Zack & Cody, The Suite Life On Deck                               |
| Anna Maria Perez de Tagle | USA                     | Camp Rock, Hannah Montana, Camp Rock 2: The Final Jam                               |
| Deniz Akdeniz             | Australië               | As the Bell Rings (Australia)                                                       |
| Jason Earles              | USA                     | Hannah Montana, Dadnapped                                                           |
| Jake T. Austin            | USA                     | Wizards of Waverly Place                                                            |
| Rafa Baronesi             | Brazilië                | Zapping Zone (Brazil)                                                               |
| Jasmine Richards          | Canada (Family Channel) | Camp Rock                                                                           |
| Nick Jonas                | USA                     | Camp Rock, JONAS, JONAS LA, Camp Rock 2: The Final Jam                              |

### The Lightning/Blauwe Team
| Star                     | Disney Channel | Show/Movie Representing                                                                                    |
| ------------------------ | -------------- | --- |
| Kiely Williams (Captain) | USA            | The Cheetah Girls 3                                                                                        |
| Demi Lovato              | USA            | As the Bell Rings, Camp Rock, Princess Protection Program, Sonny with a Chance, Camp Rock 2: The Final Jam |
| Alyson Stoner            | USA            | Phineas and Ferb, Camp Rock, Camp Rock 2: The Final Jam, The Suite Life of Zack & Cody                     |
| Cole Sprouse             | USA            | The Suite Life of Zack & Cody, The Suite Life on Deck, The Princess and the Pauper                         |
| Shin Koyamada            | Japan          | Wendy Wu: Homecoming Warrior                                                                               |
| Roshon Fegan             | USA            | Camp Rock                                                                                                  |
| Isabella Soric           | Duitsland      | Disney's Kurze Pause                                                                                       |
| Farez Bin Juraimi        | Singapore      | As the Bell Rings (Singapore)                                                                              |
| Roger González           | Mexico         | Zapping Zone (Mexico)                                                                                      |

## Scorebord
| De Teams                   | Week 1 | Week 2 | Week 3 | Week 4   | Week 5 | Total |
| -------------------------- | ------ | ------ | ------ | -------- | ------ | ----- |
| 1. Rode Team (Inferno)     | 10     | 10     | 20     | 15       | 20     | 75    |
| 2. Gele Team (Comets)      | 5      | 20     | 10     | 20       | 15     | 70    |
| 3. Blauwe Team (Lightning) | 20     | 5      | 15     | 10       | 5      | 55    |
| 4. Groene Team (Cyclones)  | 15     | 15     | 5      | 10 (5+5) | 10     | 55    |